# إدوين مارشال
إدوين مارشال (21 أغسطس 1904 - 28 يناير 1970)  (بالإنجليزية: Edwin Marshall)‏ هو لاعب كريكت بريطاني.